# Walter Heitmann
Walter Heitmann (* 9. März 1904 in Hamburg; † 20. April 1990 in Delingsdorf) war ein deutscher Trabrennfahrer, Pferdetrainer und -züchter.

## Leben

### Trabrennfahrer
Als Sohn des Trabrennfahrers Hinrich Heitmann wurde Walter Heitmann im Jahr 1904 in Hamburg geboren. Auf der Trabrennbahn in Bahrenfeld gewann er 1923 sein erstes Rennen. 1952 siegte Heitmann mit dem von ihm selbst gezogenen Hengst Permit im Elitloppet. Ein Jahr später, 1953, gewann Walter Heitmann mit Permit den Prix d’Amérique. Der Hengst war das erste deutsche Pferd, das dieses Trabrennen für sich entscheiden konnte. Fünfmal  – 1954, 1960, 1962, 1963 und 1967 –  siegte Heitmann im Deutschen Traber-Derby als Fahrer mit den Pferden Vielliebchen, Errol, Gutenberg, Hadu und Lord Pit. Auch Walter Heitmanns Sohn gehörte zu den Derby-Siegern. Peter Heitmann gewann das Traber-Derby in den Jahren 1978 und 1989 mit Ada beziehungsweise Grimaldi.

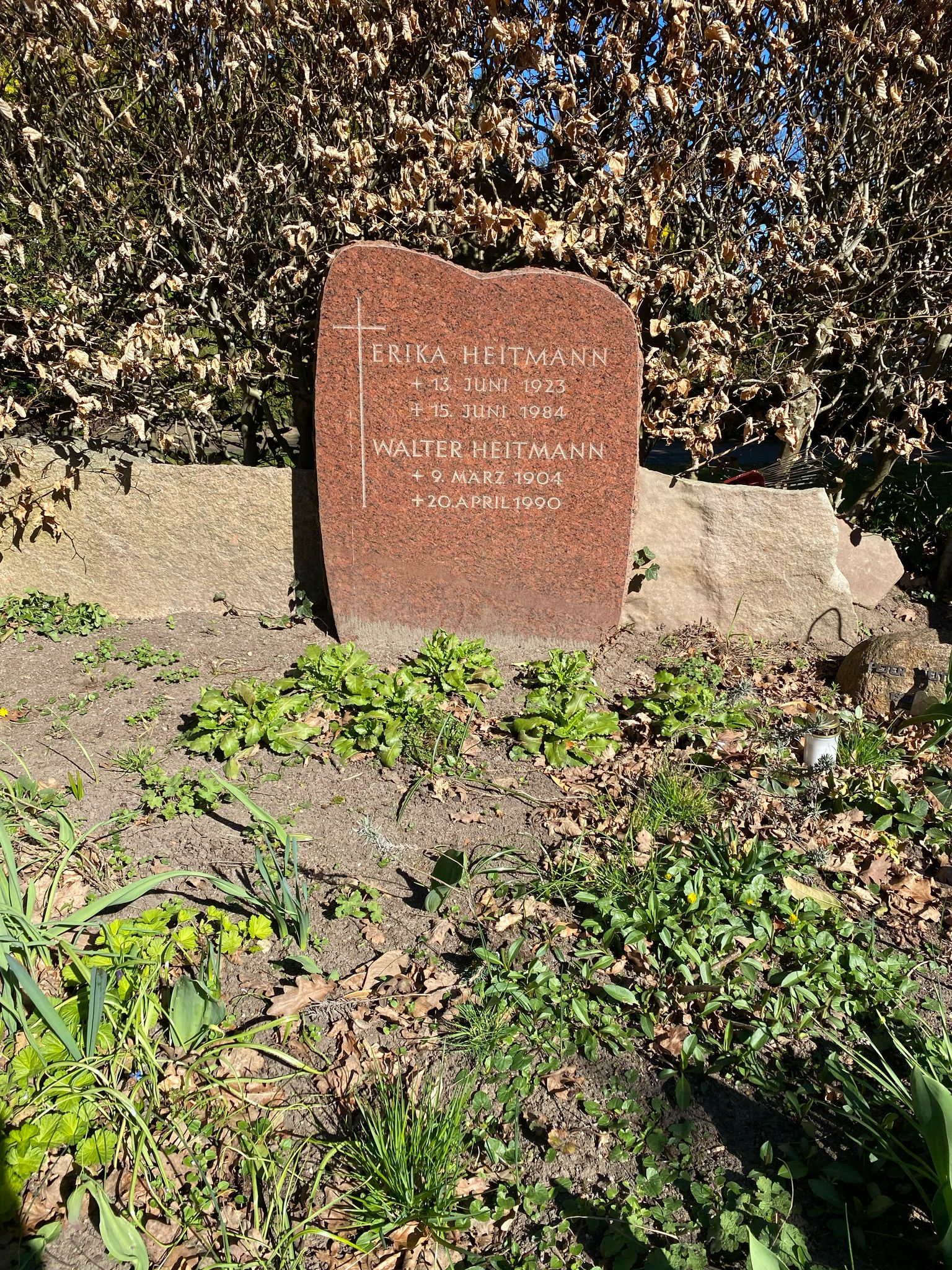
Grabstätte auf dem Friedhof Bargteheide

### Pferdezüchter
1949 erwarb Walter Heitmann das Gestüt Buchenhof in Delingsdorf. Als Züchter von Trabrennpferden war Heitmann ebenso erfolgreich wie als Fahrer. Neun Derby-Sieger stammen aus der Zucht der Familie Heitmann. Zu ihnen gehört die Siegerin des Jahres 1923, die Stute Mary H. Weitere von Heitmanns gezogene Derby-Sieger sind Riedel, Vielliebchen, Errol, Gutenberg, Hadu, Lord Pit, Manzanares und Ada gewesen. Walter Heitmann züchtete auch Galopper. Seiner Zucht entstammt der Hengst Cagliostro. Dieser war im Jahr 1976 in Deutschland das erfolgreichste zweijährige Galopprennpferd.
Walter Heitmann beantragte am 1. September 1941 die Aufnahme in die NSDAP und wurde zum 1. Oktober desselben Jahres aufgenommen (Mitgliedsnummer 8.872.701). Er ruht auf dem Friedhof in Bargteheide.